# Платер, Густав Иванович
Густав Иванович фон Платер (нем. Gerhard Gustav von Plater; 1781—1848) — капитан над Рижским и Ревельским портами, генерал-лейтенант флота.
Происходил из лифляндских дворян и родился в 1781 году. Образование получил в Морском кадетском корпусе, из которого выпущен мичманом 1 мая 1796 года. Службу свою на море в первом офицерском чине Платер начал на корабле «Эмгейтен», находившемся в составе крейсировавшей по Балтийскому морю эскадры, а в мае 1799 года, на том же корабле, отправился из Кронштадта в Англию с десантными войсками, назначенными для действий против французов, совместно с англичанами, в Голландию.
По окончании кампании Платер в октябре следующего года вернулся в Кронштадт, а в 1801 году служил в Балтийском флоте на фрегате «Нарва», находившемся под командой капитан-лейтенанта Крузенштерна. С 1802 по 1806 год Платер плавал сначала на транспорте «Минерва», а потом опять на фрегате «Нарва» по Балтийскому морю и в продолжение этого времени в 1804 году был произведён в лейтенанты.
В 1806 году он был назначен на корабль «Твёрдый» и, в составе эскадры капитан-командора Игнатьева, отправился в Средиземное море, на остров Корфу. На этом же корабле в 1807 году, под флагом вице-адмирала Сенявина, он находился и в Архипелаге. При взятии Тенедоса 9 марта, Платер был в десантных войсках и участвовал в сражении с турецким флотом 10 мая у Дарданелльского пролива и 19 июля — у острова Лемноса, где был взят русскими адмиральский турецкий корабль «Седель-Бахр».
По окончании войны, осенью того же 1807 года, при возвращении эскадры в Россию, она, вследствие шторма и полученных во время его повреждений, принуждена была зайти в Лиссабон, для поправок судов, но вследствие объявления военных действий против Англии, оставалась там до 1808 года, после чего была интернирована и перешла в Портсмут. По прибытии эскадры в Англию Платер возвратился в Кронштадт в 1809 году, а в 1810 году получил командование галетом № 10 в эволюционной эскадре между Санкт-Петербургом и Кронштадтом и был произведён в капитан-лейтенанты, 26 ноября за проведение 18 маорских полугодовых кампаний был награждён орденом св. Георгия 4-го класса (№ 2271 по кавалерскому списку Григоровича — Степанова).
В 1814 и 1815 годах, крейсируя по Финскому заливу, командовал бригом «Коммерстракс». В 1816 году, командуя галиотом «Нева», занимал брантвахтенный пост в Кронштадте; тот же пост он занимал и в 1818 году, будучи командиром фрегата «Поллукс». В 1819 году Платер был назначен командиром Училища флотских юнг в Кронштадте и в то же время, в 1820, 1821 и 1822 годах, состоял командующим 4-го флотского экипажа; в следующем году он командовал брандвахтенным фрегатом «Быстрый» на Кронштадтском рейде.
В 1824 году, состоя командиром Училища флотских юнг (преобразованного в Училище учебного экипажа), Платер был произведён в капитаны 2-го ранга и переведён в 11-й флотский экипаж, а в 1826 году назначен командиром этого экипажа и корабля «Гамбург», с оставлением в прежней должности командира училища. В 1827 году он получил назначение капитана над Рижским портом, с переводом в 6-й ластовый экипаж, и в том же году был произведён в капитаны 1-го ранга. В 1833 году, за 35-летнюю беспорочную службу, Платер был награждён орденом св. Владимира 4-го класса, а в 1834 году назначен капитаном над Ревельским портом, с оставлением по флоту.
В 1835 году Платер был произведён в генерал-майоры флота, в 1836 году — награждён орденом св. Владимира 3-й степени и в 1847 году произведён в генерал-лейтенанты. Скончался в Ревеле, 1 августа 1848 года, в должности капитана над Ревельским портом.
Его братья:
- Григорий (1782—1861) — адмирал, Кронштадтский военный губернатор, сенатор
- Фёдор — капитан-лейтенант, кавалер ордена св. Георгия 4-й степени.